# Comandanta Ramona
Comandanta Ramona (1959 - 6 de janeiro de 2006) era o nome de guerra da oficial mais famosa do Exército Zapatista de Libertação Nacional (EZLN), uma organização autônoma indígena revolucionária com sede no estado de Chiapas, no sul do México. Seu nome verdadeiro é desconhecido. Ramona foi uma das sete comandantes encarregadas de dirigir um exército composto por um terço das mulheres. Membro do conselho de liderança zapatista, o CCRI (Comitê Indígena Revolucionário Clandestino), ela foi como um símbolo de igualdade e dignidade para as mulheres indígenas e pobres.

## Biografia
Ramona nasceu em uma comunidade Tzotzil Maya nas terras altas de Chiapas, México. Antes de entrar no Exército Zapatista Libertação Nacional, Ramona ganhava um salário mínimo vendendo artesanato. Cansada de ver o sofrimento de sua empobrecida comunidade, ela se juntou ao EZLN e se tornou a voz de muitas mulheres que haviam sido desprezadas pelo governo mexicano por serem vistas como uma minoria muito pequena para influenciar as políticas públicas. Essa crença foi posteriormente desmentida depois que cerca de 100 mil pessoas compareceram à praça central da capital mexicana - provando que sua presença no país era grande e que não iam mais suportar leis que não levassem em conta seus interesses.
Durante o levante zapatista de 1º de janeiro de 1994, Ramona tomou o controle da cidade de San Cristóbal de las Casas. Ramona liderou os rebeldes para a cidade no dia de Ano Novo, exigindo maiores direitos para os povos indígenas de Chiapas e protestando contra o envolvimento do México no Tratado da América do Norte de Livre Comércio (NAFTA) que entrou em vigor naquele dia. A rebelião acabou efetivamente após 12 dias de combates, nos quais cerca de 150 pessoas morreram, mas Ramona e os zapatistas permaneceram na mata Lacandona como um poderoso grupo de lobby e um potencial movimento político.
No mesmo ano, ela começou uma longa luta contra o câncer e, em 1995, ela recebeu um transplante de rim, que prolongou sua vida por mais de uma década.
Em 1996, Ramona rompeu o cerco do governo, em uma das fases mais difíceis entre os guerrilheiros e o então presidente Zedillo, ao viajar sozinha para a Cidade do México para ajudar a fundar o Congresso Nacional Indígena e onde foi a primeira rebelde zapatista a receber permissão do governo para viajar para fora de Chiapas para uma conferência de três dias, onde proferiu a primeira das negociações de paz.
Sua última aparição pública foi em uma reunião de preparação - uma sessão plenária para A Outra Campanha - em Caracol de La Garrucha, no município de Francisco Gómez, em 16 de setembro de 2005. Após sua morte, o Subcomandante Marcos suspendeu as atividades da Outra Campanha por vários dias para assistir ao funeral de Ramona.

## Pautas políticas
A Comandanta Ramona não era uma soldada comum. Os indígenas maias da área de Chiapas mudaram suas posições políticas quando o Tratado Norte-Americano de Livre Comércio (NAFTA) foi assinado pela primeira vez em 1994 e exigia que o México recebesse a agricultura comercial e outros investimentos estrangeiros que prejudicariam as terras da região e ameaçariam a integridade cultural do povo. O NAFTA  estabelecia regras mais permissivas para empresas estrangeiras no território mexicano. Objeções indígenas de membros do EZLN, incluindo de comandantas como Ramona, enfatizaram a importância dessas terras para fins de subsistência da comunidade indígena. Além disso, o EZLN exigiu fazer parte dos processos de decisão sobre suas terras. O EZLN estava determinado a estabelecer o direito à vida e à dignidade contra empresas estrangeiras e também contra o governo mexicano, que apoiava o tratado.
Devido ao histórico de privação da participação da vida política e à sua crescente autonomia pessoal, as mulheres indígenas resolveram fazer justiça com a criação da Lei das Mulheres Revolucionárias. Nessa lei, Ramona ajudou a delinear os espaços que precisavam ser conquistados para as mulheres no México e em suas próprias comunidades indígenas. A Lei da Mulher Revolucionária consistia em 10 leis, incluindo instalações de saúde reprodutiva, acesso à tecnologia e educação, apoio a pequenos negócios, tomada de decisão independente, não sofrer abuso físico, mental e emocional. As mulheres indígenas foram subjugadas sob um sistema de crenças culturais, sexistas e de classe. No entanto, com o incentivo e a influência de líderes como Comandanta Ramona, o EZLN reconheceu a influência das mulheres em seu movimento e, na época da assinatura do NAFTA, um terço de seus militares eram mulheres.

## Símbolo
Ramona era famosa por seu corpo pequeno mascarado com a balaclava e seus vestidos tradicionais indígenas. A mídia a apelidou de "A Pequena Guerreira" e nos mercados turísticos de San Cristóbal, os vendedores criaram bonecos de lã de Ramona e a representavam com balaclava e um fuzil, às vezes a cavalo.